# Marius Berbecar
Marius Daniel Berbecar (n. 15 mai 1985, Bistrița, România) este un gimnast român, laureat cu bronz pe echipe la Campionatul european de gimnastică artistică masculină din 2012 și cu argint la paralele la ediția din 2015 A participat la Jocurile Olimpice de vară din 2012. La Baku 2015, prima ediție a Jocurilor Europene, a cucerit o medalie de bronz la paralele.

## Legături externe
Materiale media legate de Marius Berbecar la Wikimedia Commons
- en  Prezentare[nefuncțională]
 la Federația internațională de gimnastică
- Marius Berbecar la Comitetul Olimpic și Sportiv Român (arhivat)
- en Marius Berbecar la Olympedia.org